# Laytonville
Laytonville é uma Região censo-designada localizada no estado americano da Califórnia, no Condado de Mendocino.

## Demografia
Segundo o censo americano de 2000, a sua população era de 1301 habitantes.

## Geografia
De acordo com o United States Census Bureau tem uma área de 13,3 km², dos quais 13,1 km² cobertos por terra e 0,2 km² cobertos por água. Laytonville localiza-se a aproximadamente 509 m acima do nível do mar.

## Localidades na vizinhança
O diagrama seguinte representa as localidades num raio de 64 km ao redor de Laytonville.